# Tolo TV
Pour les articles homonymes, voir Tolo.
Tolo TV (en dari : طلوع) est une chaîne de télévision privée afghane. Son nom signifie « soleil levant ». Émettant sur le réseau hertzien ainsi que par diffusion satellite, cette chaîne généraliste diffuse ses programmes depuis des studios situés à Kaboul, la capitale du pays.
La chaîne appartient à un homme d'affaires afghan naturalisé australien, Saad Mohseni. Ce dernier lance Tolo TV en 2004, laquelle devient la première chaîne privée du pays avant d'être rejointe par des chaînes concurrentes ultérieurement.
Les programmes de Tolo TV sont diffusés en dari, l'une des langues officielles du pays. Certaines émissions reprennent des formats américains ou européens, tels « The Voice of Afghanistan », ou « AfghanStar », programme inspiré par l'émission de télé-réalité « American Idol ». La diffusion d'AfghanStar a provoqué par le passé des remous dans certains milieux traditionalistes, justifiant des mesures de sécurité afin de protéger les candidats. Outre des émissions locales ou des séries originaires du sous-continent indien, la chaîne diffuse également des séries américaines.
En 2007, une journaliste de la chaîne, Shaima Rezayee, a été assassinée après avoir reçu des menaces de la part de groupes fondamentalistes. En novembre de la même année, certains milieux religieux se sont également plaints de la diffusion à l'antenne d'un concert de la chanteuse Shakira.
Le 20 janvier 2016, une voiture-bélier, lancée sur un minibus transportant des employés de la chaîne Tolo, fait sept tués et vingt-cinq blessés. Les talibans, hostiles à cette chaîne, sont suspectés d'être à l'origine de cet attentat,.

## TOLOnews
TOLOnews est une chaîne de télévision sœur de Tolo TV, dédiée aux informations.